# Åkerby, Å socken
Åkerby är kyrkbyn i Å socken i Norrköpings kommun i Östergötlands län. Den ligger öster om Söderköping cirka två kilometer norr om Slätbaken.
I byn återfinns Å kyrka.